# Trío para piano n.º 2 (Shostakóvich)

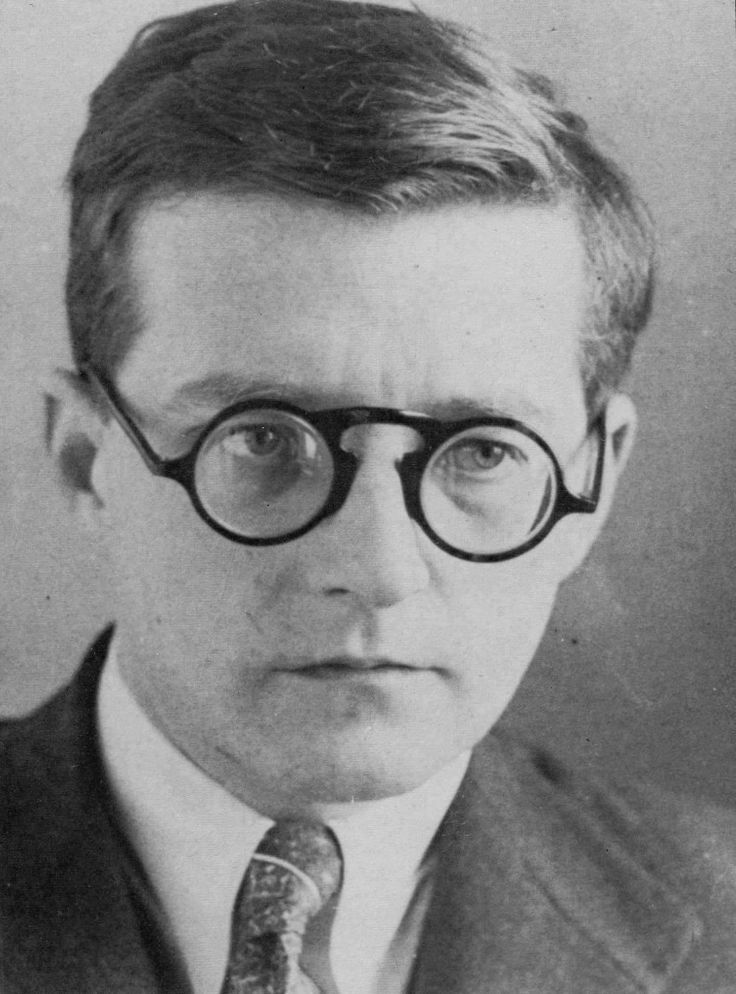
Shostakóvich antes de 1941.

El Trío para piano n.º 2 en mi menor, Op. 67 es una pieza camerística escrita para violín, violonchelo y piano por Dmitri Shostakóvich entre 1943 y 1944. Se estrenó el 14 de noviembre de 1944. La partitura está dedicada a su íntimo amigo Iván Sollertinsky, cuya muerte en febrero de 1944 afectó profundamente a Shostakóvich. El movimiento final, la "Danza de la muerte", destaca especialmente por su característico uso de escalas judías.

## Historia

### Composición
La composición de este opus se desarrolló desde diciembre de 1943 hasta agosto de 1944. En octubre de 1943 el compositor mencionó que había empezado a trabajar en un trío para piano "sobre temas folclóricos rusos", y el 8 de diciembre escribió a Isaac Glikman que estaba trabajando en este trío. Varios días antes de terminar el primer movimiento de la pieza, Iván Sollertinsky, un buen amigo de Shostakóvich que era polímata y músico ávido, murió a la edad de 41 años tras haber sufrido dolores cardíacos en los días anteriores. La muerte de Sollertinsky afectó profundamente al maestro ruso, que decidió dedicar el trío a la memoria de su amigo. Cuando se enteró del fallecimiento escribió a la viuda de Sollertinsky: "es imposible expresar con palabras todo el dolor que me embargó al conocer la noticia de la muerte [de Sollertinsky] (...) vivir sin él será insoportablemente difícil." Durante los meses siguientes sufrió periodos de depresión y tuvo dificultades para componer, llegando a escribir en un momento dado "me parece que nunca más podré componer otra nota". Terminó la obra a finales de 1944, completando el segundo movimiento el 4 de agosto y el Finale el 13 de agosto.

### Estreno y primeras grabaciones
El estreno de la obra se celebró el 14 de noviembre de 1944 en Leningrado, con el compositor al piano junto a Dmitri Tsyganov y Serguei Shirinsky, miembros del Cuarteto Beethoven, que en ese mismo concierto interpretaron por primera vez su Cuarteto de cuerda n.º 2. En 1946 el compositor soviético fue galardonado con el Premio Stalin (segundo grado) por esta composición.
La primera grabación de la obra fue llevada a cabo por Shostakóvich, Tsyganov y Shirinsky en 1946, dos años después del estreno. El 26 de mayo de 1947 realizó una segunda grabación con el violinista ucraniano David Óistraj y el violonchelista checo Miloš Sádlo en el Festival de Praga.

## Estructura y análisis
La obra consta de cuatro movimientos:
- I. Andante – Moderato, en mi menor 4
4
- II. Allegro con brio, en fa sostenido mayor 3
4
- III. Largo, en si bemol menor 3
2
- IV. Allegretto – Adagio, en mi mayor → mi menor 2
4

La interpretación de esta obra dura aproximadamente entre 25 y 27 minutos. 

### I.Andante – Moderato
El primer movimiento, Andante – Moderato, está escrito en la tonalidad de mi menor y en compás de 4/4. Se abre con un inquietante pasaje del violonchelo, que interpreta exclusivamente armónicos. Se le une el violín y luego el piano, tocando los tres instrumentos en canon, con el violín entrando una 13ª por debajo del violonchelo y el piano una 13ª por debajo del violín. Esta primera sección lenta experimenta un desarrollo antes de pasar a la sección Moderato, más rápida y en forma sonata. Los rasgos melódicos y rítmicos de los temas primero y segundo de esta sección se basan esencialmente en motivos introducidos en la obertura, y se tocan junto a un rítmico "pulso de corcheas", un acompañamiento que reaparecerá en el Finale. Llega a su punto culminante en la recapitulación, antes de que la música retroceda en los compases finales, cerrando en silencio. A lo largo del movimiento, sol mayor, el tono relativo mayor, sirve de manera convencional como tonalidad del segundo tema del Moderato. Pero las tonalidades de si bemol mayor y si bemol menor, a un tritono de la tónica, también desempeñan un papel especialmente notable en las modulaciones, con múltiples apariciones de tonalizaciones a partir de estas tonalidades. Según el director de orquesta Michael Mishra, aquí se contempla a Shostakóvich en una "vena neoclásica", con melodías "de carácter casi haydniano" y con la lenta introducción a un movimiento más rápido que es "un guiño en la dirección de los clasicistas".

### II.Allegro con brio
El segundo movimiento, Allegro con brio, está en fa sostenido mayor y en compás de 3/4. Se trata de un scherzo frenético y sarcástico que avanza sin descanso a través de figuraciones disonantes. La sección de trío, en sol mayor, es un "vertiginoso vals", y está menos separada del resto del movimiento de lo que es habitual en Shostakóvich. La indicación de tempo recogida en la edición de las Obras Completas de 1983 es Allegro con brio, mientras que en algunas ediciones anteriores figura como Allegro non troppo. La hermana de Sollertinsky consideraba que esta pieza era "un retrato asombrosamente exacto" de su hermano, de quien decía que Shostakóvich "entendía como nadie". También guarda similitudes con el scherzo de su Quinteto para piano.

### III.Largo
El tercer movimiento, Largo, está en si bemol menor y en compás de 3/2. Es una passacaglia lúgubre, basada en un tema repetido de ocho compases con acordes de redonda mantenidos en el piano, de carácter tonalmente inestable. Sobre esta base, el violín y el violonchelo, tocan en canon e intercambian líneas melódicas oscuras, lentas y sombrías. Finaliza con una indicación attacca, que hace que la interpretación continúe con el Finale sin pausa. En 1975, tras la muerte de Shostakóvich, este Largo se interpretó en su funeral público celebrado en la Gran Sala del Conservatorio de Moscú, mientras miles de personas pasaban ante su féretro.

### IV.Allegretto – Adagio
El cuarto y último movimiento, Allegretto – Adagio, está en mi mayor que luego pasa a mi menor y el compás es 2/4. El Finale es una "Danza de la muerte". Arranca con una serie de corcheas repetidas en staccato que introducen una melodía de estilo judío y retoman el contenido temático de los tres movimientos anteriores. Se cierra con un atormentado acorde de mi mayor, casi inaudible. Dicha melodía judía fue citada en su Cuarteto de cuerda n.º 8. Según Ian MacDonald, este Finale está inspirado en el horror del compositor ante los informes de que los guardias de las SS en los campos de exterminio nazis habían obligado a los judíos a bailar junto a sus propias tumbas.

## Discografía selecta
| Año de grabación   | Edición | Violinista             | Violonchelista        | Pianista            | Discográfica                              | Ref.   |
| ------------------ | ------- | ---------------------- | --------------------- | ------------------- | ----------------------------------------- | ------ |
| 1947               | 1998    | David Óistraj          | Miloš Sádlo           | Dmitri Shostakóvich | The Classical Russia Revelation (RV70006) | [ 8 ]  |
| 1959               | 2008    | Leonid Kogan           | Mstislav Rostropóvich | Emil Guilels        | Doremi (DHR-7921-5)                       | [ 9 ]  |
| 1984 (live, Moscú) | 1997    | Oleg Kagan             | Natalia Gutman        | Sviatoslav Richter  | Live Classics (LCL 172)                   | [ 10 ] |
| 1987               | 1988    | Isaac Stern            | Yo-Yo Ma              | Emanuel Ax          | CBS Records (MK 44664)                    | [ 11 ] |
| 1997               | 1997    | Joshua Bell            | Steven Isserlis       | Olli Mustonen       | Decca (452 899-2)                         | [ 12 ] |
| 1998 (live, Tokio) | 1999    | Gidon Kremer           | Mischa Maisky         | Martha Argerich     | DG (459 326-2)                            | [ 13 ] |
| 2015               | 2016    | Zsolt-Tihamér Visontay | Mats Lidström         | Vladímir Ashkenazi  | Decca (478 9382)                          |        |